# Gerenciador de Dispositivos
O Gerenciador de Dispositivos é um applet do Painel de Controle nos sistemas operacionais Microsoft Windows. Ele permite que os usuários visualizem e controlem o hardware conectado ao computador. Quando uma peça de hardware não está funcionando, o hardware incorreto é destacado para que o usuário o manipule. A lista de hardware pode ser classificada por vários critérios.
Para cada dispositivo, os usuários podem:
- Fornecer drivers de dispositivo de acordo com o modelo de driver do Windows
- Ativar ou desativar dispositivos
- Dizer ao Windows para ignorar dispositivos com defeito
- Ver outras propriedades técnicas

O Gerenciador de Dispositivos foi introduzido com o Windows 95 e posteriormente adicionado ao Windows 2000. Nas versões baseadas no Windows NT, ele é incluído como um snap-in do Console de Gerenciamento da Microsoft.

## Comando driverquery
O programa de linha de comando driverquery gera listas de dispositivos e drivers instalados, semelhantes à saída do Gerenciador de Dispositivos, que o usuário pode visualizar na tela ou redirecionar para um arquivo. Isso é útil para anotações e para relatar problemas a terceiros remotos, como o pessoal de suporte técnico. O programa possui opções para controlar os detalhes e o formato da saída, incluindo um a opção /fo com o parâmetro csv para gerar a saída no formato de valores separados por vírgulas, adequado para importação em um aplicativo de planilha eletrônica, como o Microsoft Excel.